# Piotr Głowski
Piotr Krzysztof Głowski (ur. 22 lipca 1967 w Bydgoszczy) – polski polityk, przedsiębiorca i samorządowiec, doktor nauk ekonomicznych, senator VII kadencji (2007–2010), prezydent Piły (2010–2023), poseł na Sejm X kadencji (od 2023).

## Życiorys
Z wykształcenia magister psychologii zarządzania oraz inżynier zarządzania w gospodarce żywnościowej. Studia ukończył na Wydziale Rolniczym Uniwersytetu Technologiczno-Przyrodniczego w Bydgoszczy oraz na Wydziale Zarządzania Wyższej Szkoły Zarządzania i Bankowości w Poznaniu. Wcześniej w latach 1986–1988 był słuchaczem Studium Programowania Elektronicznych Maszyn Cyfrowych w Bydgoszczy, następnie do 1989 stypendystą berlińskiego Goethe Institut. W 2014 na podstawie pracy zatytułowanej Foresight subregionalny w sektorze turystyki na terenie Północnej Wielkopolski uzyskał stopień doktora nauk ekonomicznych na Uniwersytecie Ekonomicznym w Poznaniu.
Na przełomie lat 80. i 90. odbył trzyletni staż w europejskim oddziale firmy „Gillette D. GmbH und Co.” w Berlinie. Od 1993 prowadził własną działalność gospodarczą, m.in. jako regionalny przedstawiciel koncernu Matsushita Electric Industrial Co. (producenta takich marek jak Panasonic i Technics). W latach 2002–2007 zarządzał klastrem specjalistycznych gospodarstw rolnych w Dolinie Noteci. Od 2003 do 2007 był także dyrektorem Programów Unii Europejskiej, następnie został dyrektorem biura zarządu Stowarzyszenia Gmin i Powiatów Nadnoteckich. Był m.in. autorem projektu powstania Forum Aktywizacji i Kooperacji Innowacji Regionalnej (FAKIR) Północnej Wielkopolski oraz Konwentu Starostów PW.
W 2006 został członkiem rady ds. innowacji przy marszałku województwa wielkopolskiego. Należy do Stowarzyszenia Naukowo-Technicznego Inżynierów i Techników Rolnictwa oraz Platformy Obywatelskiej, zasiada we władzach regionalnych i krajowych tej partii. Pełni funkcję przewodniczącego koła PO w Pile i zastępcy przewodniczącego w powiecie pilskim.
W wyborach parlamentarnych w 2007 z listy Platformy Obywatelskiej został wybrany na senatora VII kadencji w okręgu pilskim, otrzymując 87 996 głosów. W grudniu 2007 został przedstawicielem Senatu w Organizacji Bezpieczeństwa i Współpracy w Europie. Pełnił funkcję wiceprzewodniczącego Polsko-Szwajcarskiej i przewodniczącego Polsko-Austriackiej Grupy Parlamentarnej, przewodniczącego parlamentarnego zespołu ds. dróg wodnych oraz turystyki wodnej. Zasiadał w Komisji Spraw Unii Europejskiej, w 2009 został wiceprzewodniczącym Komisji Rolnictwa i Ochrony Środowiska.
W listopadzie 2010 został wybrany na urząd prezydenta Piły, uzyskując w pierwszej turze ponad 50% głosów, w rezultacie utracił mandat senatorski. W 2014 i 2018 z powodzeniem ubiegał się o reelekcję, ponownie wygrywając w pierwszej turze. W 2019 powołany przez marszałka województwa wielkopolskiego w skład pełniącej funkcję doradczą Wielkopolskiej Platformy Wodorowej.
W wyborach w 2023 kandydował do Sejmu z listy Koalicji Obywatelskiej w okręgu pilskim. Uzyskał mandat posła X kadencji, zdobywając 16 067 głosów. W konsekwencji zakończył pełnienie funkcji prezydenta Piły. W Sejmie został m.in. zastępcą przewodniczącego Komisji Rolnictwa i Rozwoju Wsi, członkiem Komisji Gospodarki Morskiej i Żeglugi Śródlądowej, przewodniczącym Podkomisji stałej do spraw żeglugi śródlądowej	oraz Wielkopolskiego Zespołu Parlamentarnego.

## Wyniki w wyborach ogólnopolskich
| Wybory | Komitet wyborczy | Komitet wyborczy      | Organ              | Okręg | Wynik           |
| ------ | ---------------- | --------------------- | ------------------ | ----- | --------------- |
| 2007   |                  | Platforma Obywatelska | Senat VII kadencji | nr 37 | 87 996 (29,28%) |
| 2023   |                  | Koalicja Obywatelska  | Sejm X kadencji    | nr 38 | 16 067 (3,89%)  |

## Odznaczenia i wyróżnienia
- Odznaka Honorowa za Zasługi dla Samorządu Terytorialnego (2015)[9]
- Krzyż 95 lat Związku Inwalidów Wojennych RP (2015)[10]
- Srebrna Odznaka Honorowa za Zasługi dla Związku Sybiraków (2019)[11]
- Złotą Odznaką Honorowa za Zasługi dla Stowarzyszenia Kombatantów Misji Pokojowych ONZ (2022)[12]